# Стінна ящірка італійська
Стінна ящірка італійська (Podarcis siculus) — вид ящірок родини справжніх ящірок (Lacertidae). Один із 28 видів роду. Європейський вид. Мешканець середземноморських гірських і прилеглих рівнинних ландшафтів. Описано 52 підвиди.

## Опис

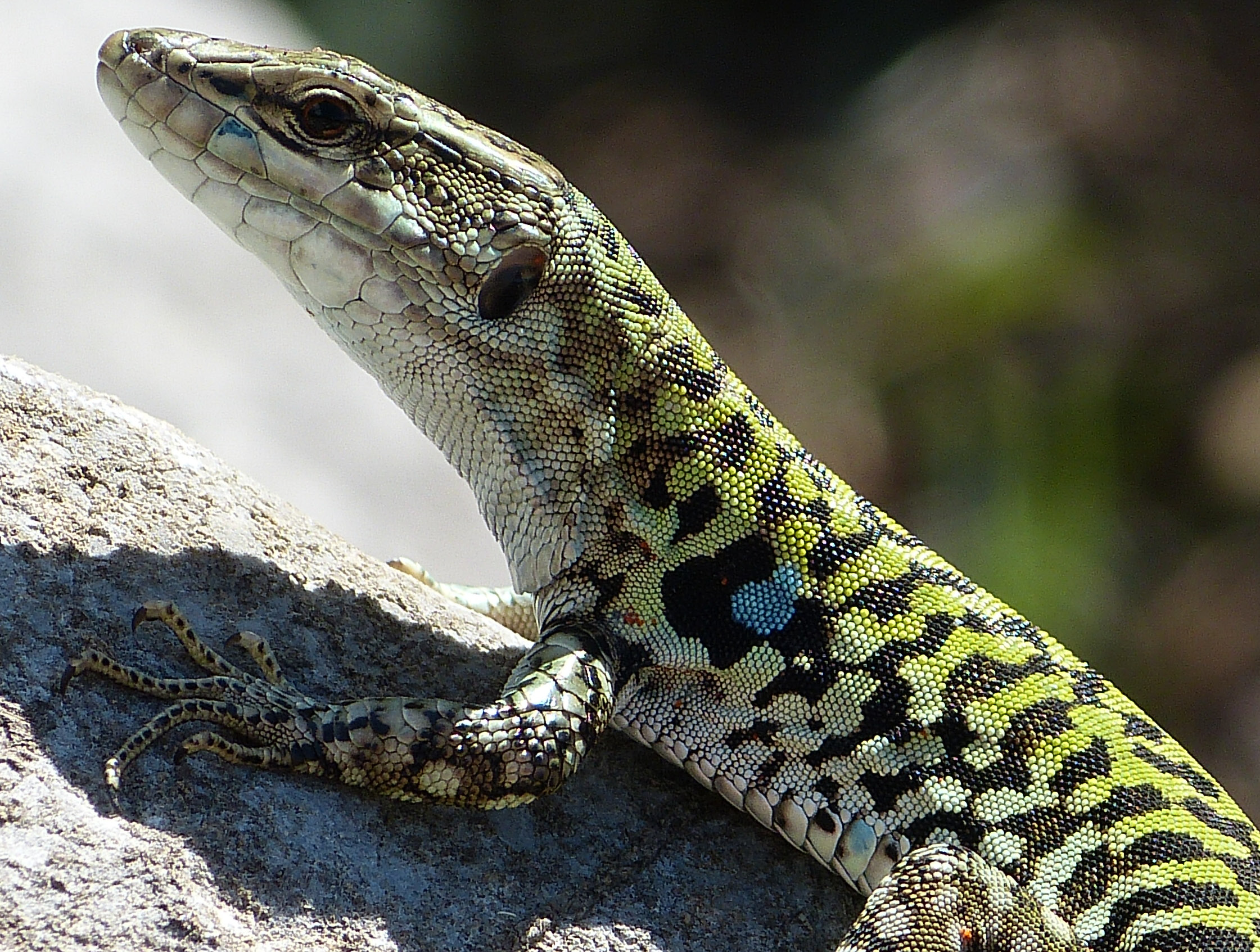

Ящірка середнього розміру до 26 см завдовжки (L. + L.cd.). Довжина тіла від кінчика морди до клоаки (L.) до 9 см. Хвіст (L.cd.) майже вдвічі перевищує довжину тулуба з головою. Самці більші за самиць. Для виду характерні значні відмінності за розмірами та забарвленням тіла між різними популяціями, особливо острівними, що стало причиною виділення багатьох підвидів. Голова висока пірамідальна.

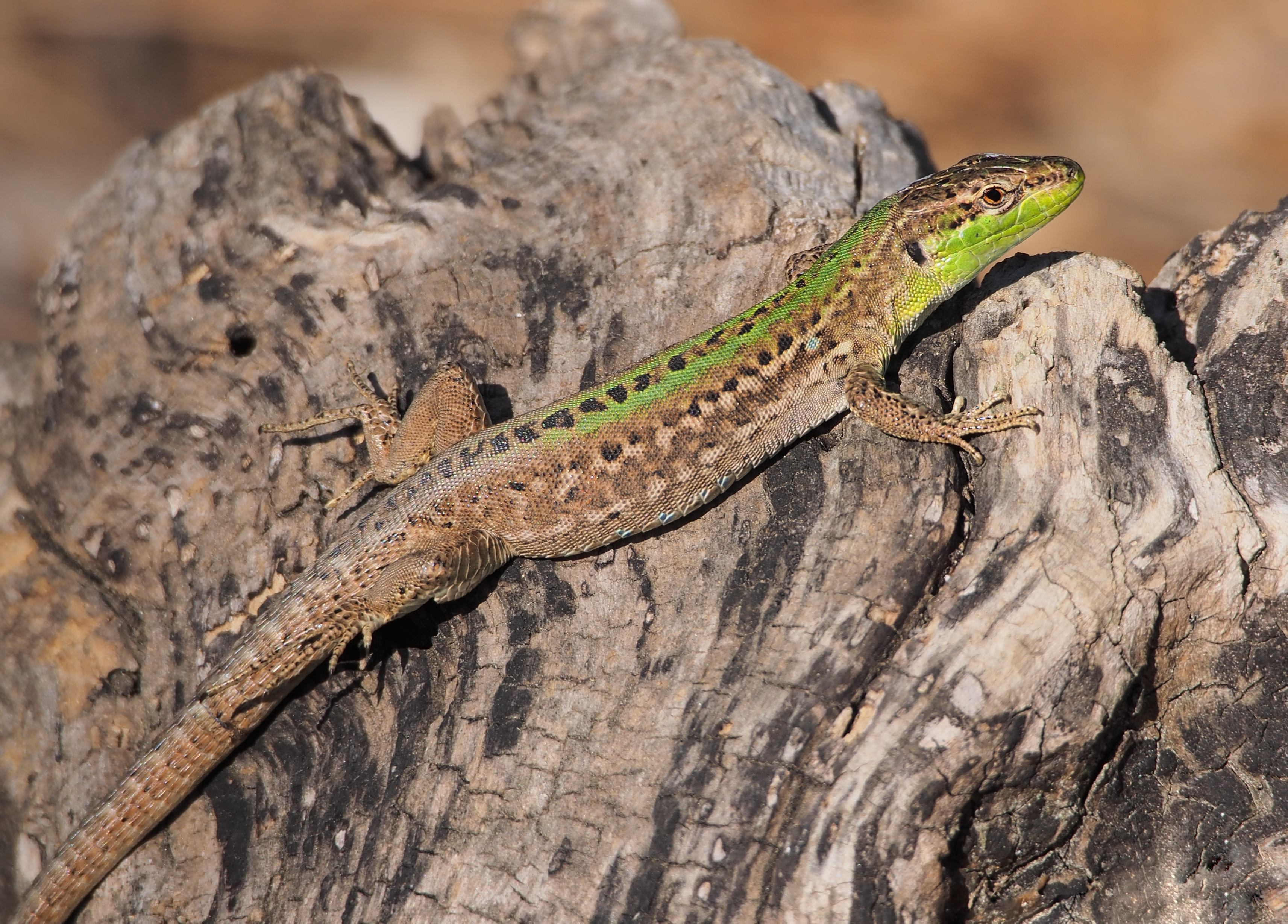
Стінна ящірка італійська на дереві

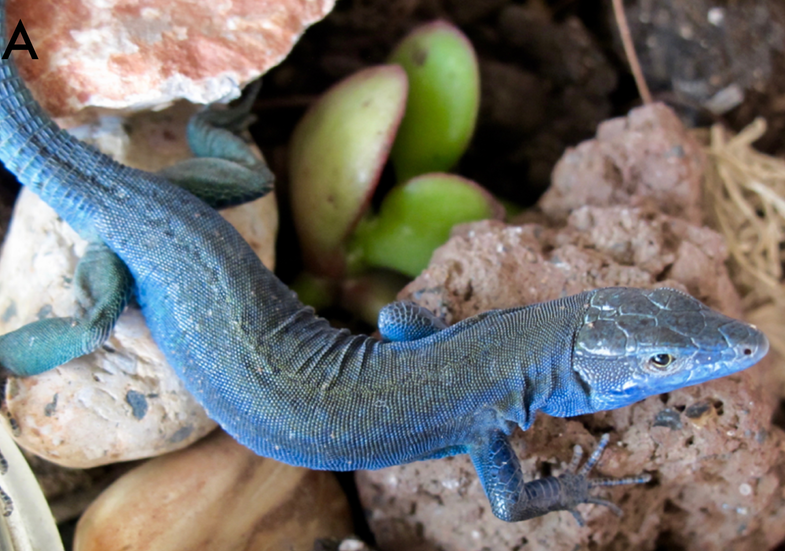
Синя варіація забарвлення

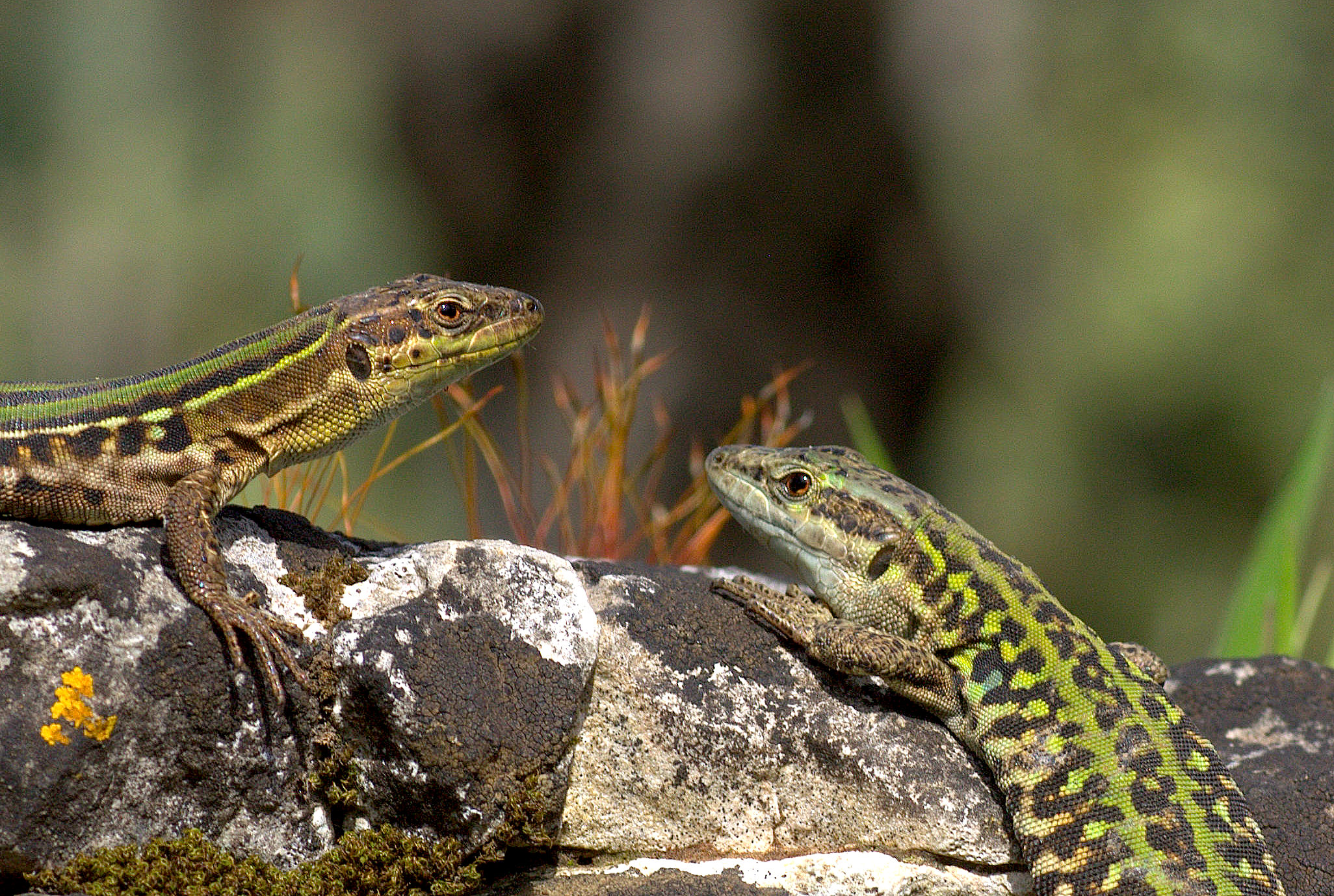
Сімейна пара

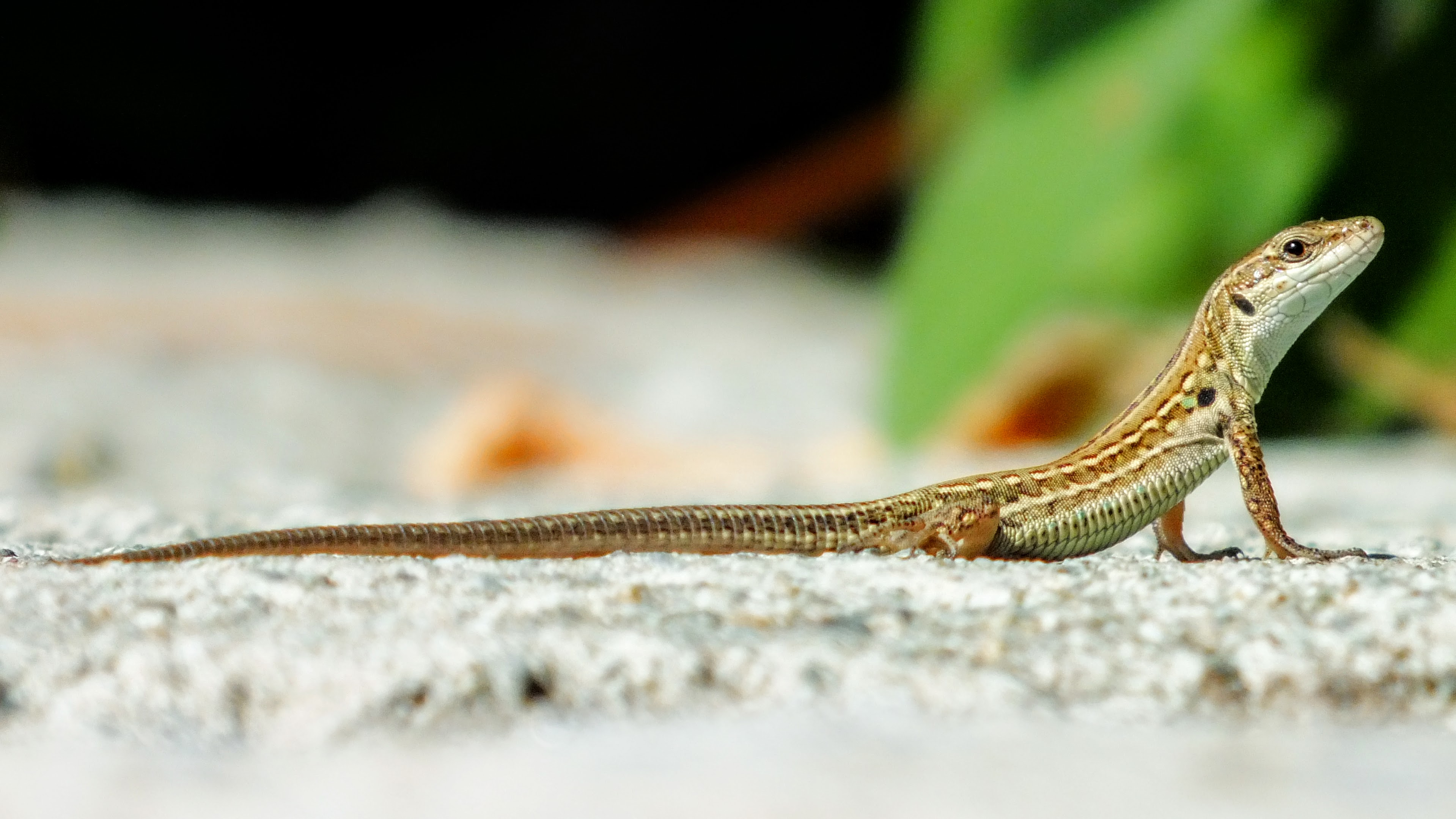
Молода особина

Основний фон забарвлення верхньої сторони тіла, як правило, зелений, але на островах зустрічаються навіть зовсім чорні особини (меланісти) з синім черевом. Найпоширенішими є два типи малюнку на спині: 1) дорсальні й латеральні смуги та лінії (підвид campestris); 2) сітчастий (підвид siculus). У самців зовнішні поздовжні ряди черевних лусок наполовину блакитні. Черево зазвичай білувате або зеленувате, без плям, але в особин із Північної Адріатики може бути червоним або помаранчевим. На відміну від стінної ящірки мурової (Podarcis muralis) око не забарвлене в мідний колір.

## Поширення
Вид поширений на всій материковій частині Італії за винятком північних гірських районів, східному узбережжі Адріатичного моря від Італії до Хорватії, на Сицилії, Сардинії, Корсиці й Менорці, а також на численних прилеглих островах і острівцях. Створені внаслідок інтродукції локальні популяції існують також в Іспанії (Сантандер, Альмерія, Барселона, Кантабрія, Майорка), Португалії (Лісабон), Південній Франції (Тулон, Шато д'Іф), Чорногорії (Котор), Туреччині (Стамбул), на Кіпрі. За межами основного ареалу, вид інтродукований (занесений?) також, в Бельгії, Тунісі, Лівії та США (штати Каліфорнія, Канзас, Нью-Йорк, Нью-Джерсі тощо).

## Особливості біології
Евритопний вид. Населяє різноманітні відкриті ландшафти, від рівня моря до середньогір'я, зазвичай до висоти 1000 м, але на півдні зустрічається до 2200 м (Етна, Сицилія). Трапляється в садах, виноградниках та інших сільськогосподарських угіддях, а також поблизу людського житла. Звичайний вид стінних ящірок, місцями досить численний. Добре лазить по деревах, але рідше, ніж інші ящірки.
Активна з лютого по листопад на півночі ареалу, але активна протягом року далі на південь.
Стінна ящірка італійська належить до яйцекладних плазунів. Самці територіальні й під час шлюбного періоду активно охороняють індивідуальні ділянки й залицяються до самок. Парування відбувається з квітня по червень. Самиці відкладають яйця до чотирьох разів на рік, кожна з кладок складається з 2—8 яєць.
Харчовий раціон досить широкий, від різноманітних безхребетних до плодів і насіння рослин.

## Охорона
Стан більшості природних популяцій виду в межах ареалу залишається більш-менш стабільним. Саме тому він, згідно з Червоним списком МСОП, отримав охоронний статус "відносно благополучний вид. Але в окремих регіонах спостерігається тенденція до зниження чисельності популяції виду. Так, стінна ящірка італійська охороняється Директивою Європейського Союзу 92/43/ЄС «Про збереження природних оселищ та видів природної фауни і флори» (Додаток IV. Види рослин і тварин, що становлять особливий інтерес для Європейського Союзу, які потребують суворих заходів охорони).

## Систематика
Один із 28 видів роду стінних ящірок (Podarcis).
Описано численні підвиди, більшість з яких, на думку ряду європейських герпетологів, недійсні з огляду на генетичні дані. Станом на 2024 рік описано 52 підвиди:
- Podarcis siculus aemiliani;
- Podarcis siculus albiventris;
- Podarcis siculus amparoae;
- Podarcis siculus astorgae;
- Podarcis siculus bagnolensis;
- Podarcis siculus bolei;
- Podarcis siculus calabra;
- Podarcis siculus calabresiae;
- Podarcis siculus campana;
- Podarcis siculus campestris;
- Podarcis siculus caporiaccoi;
- Podarcis siculus catanensis;
- Podarcis siculus cattaroi;
- Podarcis siculus cerbolensis;
- Podarcis siculus ciclopica;
- Podarcis siculus coeruleus;
- Podarcis siculus dupinici;
- Podarcis siculus fasciatus;
- Podarcis siculus fiumanoideus;
- Podarcis siculus flavigulus;
- Podarcis siculus gallensis;
- Podarcis siculus hadzii;
- Podarcis siculus hieroglyphicus;
- Podarcis siculus insularum;
- Podarcis siculus klemmeri;
- Podarcis siculus laganjensis;
- Podarcis siculus massinei;
- Podarcis siculus medemi;
- Podarcis siculus mediofasciatus;
- Podarcis siculus muelleri;
- Podarcis siculus monaconensis;
- Podarcis siculus nikolici;
- Podarcis siculus parkeri;
- Podarcis siculus paulae;
- Podarcis siculus pirosoensis;
- Podarcis siculus polenci;
- Podarcis siculus premudanus;
- Podarcis siculus premudensis;
- Podarcis siculus pretneri;
- Podarcis siculus radovanovici;
- Podarcis siculus ragusae;
- Podarcis siculus roberti;
- Podarcis siculus salfii;
- Podarcis siculus samogradi;
- Podarcis siculus sanctinicolai;
- Podarcis siculus sanctistephani;
- Podarcis siculus scopelicus;
- Podarcis siculus siculus;
- Podarcis siculus strombolensis;
- Podarcis siculus tyrrhenicus;
- Podarcis siculus vesseljuchi;
- Podarcis siculus zeii.